# Geoffrey Christopher Hale Wortham
Geoffrey Christopher Hale Wortham, britanski general, * 1913, † 1967.